# حفیظ کانترکتور
حفیظ کانترکتور (به انگلیسی: Hafeez Contractor) (زاده ۱۹۵۹) کارآفرین، معمار و طراح هندی و از اقلیت پارسیان هند است، که تاکنون طراحی سازه‌ها و برج‌های اداری، تجاری، هتل و مسکونی زیادی را برعهده داشته که اغلب در کشورهای هند و امارات متحده عربی مستقر می‌باشند و برای نمونه می‌توان به ساختمان ۲۳ مارینا اشاره کرد.

## نگارخانه

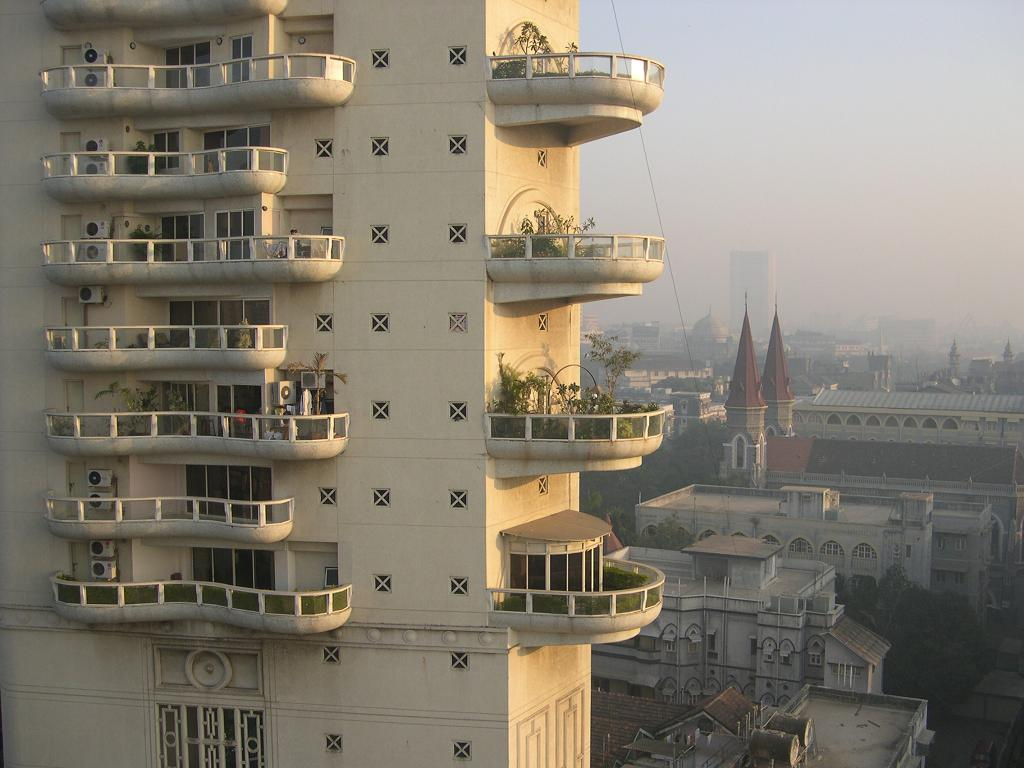